# 幸福过了头
《幸福过了头》（或譯《太多幸福》）（英語：Too Much Happiness），加拿大英语小说家、2013年诺贝尔文学奖得主爱丽丝·门罗的短篇小说集。
该短篇小说集曾入选吉勒奖，但是爱丽丝·门罗主动退出评选，给后生晚辈的作家留下得奖机会。

## 写作和出版
该短篇小说集在2009年出版。

## 内容
《幸福过了头》一共收录10篇短篇小说，分别是：多维的世界、纯属虚构、温洛岭、深洞、游离基、脸、一群女人、孩子的游戏、森林、幸福过了头，讲述人生中欺骗、谋杀、疯狂、离异、死亡的故事，阐释人不能承受太多的幸福与伤痛。

## 评价
乔伊斯·卡罗尔·殴茨：“这部短篇小说集充满了细致绵密的心理洞察。她专著于乡土生活，它讲的虽然是悲喜家事，但是它们会舒展绽放，变成宽广、幽深、浩瀚无边的世界，如同魔法。”

## 译著
简体中文版本已经由张小意翻译。